# Frederic Calland Williams
Frederic Calland Williams (Stockport, 26 de junho de 1911 — Manchester, 11 de agosto de 1977), conhecido como Freddie Williams, foi um engenheiro do Reino Unido.
Williams estudou na Universidade de Manchester, e recebeu doutorado em 1936 pela Universidade de Oxford. Trabalhando pela Telecommunications Research Establishment, ele foi um contribuidor substancial durante a Segunda Guerra Mundial para o desenvolvimento do radar.
Com Tom Kilburn, Freddie foi pioneiro na área de computação digital de armazenamento de programas, na Universidade de Manchester. Ele é particularmente conhecido pela invenção do tubo de Williams-Kilburn, um dispositivo de armazenamento primitivo, e o computador Manchester Mark I.